# 진치범
진치범(1931년 12월 16일~2010년 4월 28일)은 대한민국의 정치인이다. 제12대 국회의원을 지냈다.

## 역대 선거 결과
|  | 35.25% |

|  | 17.19% |